# Ningxiacris
Ningxiacris is een geslacht van rechtvleugeligen uit de familie veldsprinkhanen (Acrididae). De wetenschappelijke naam van dit geslacht is voor het eerst geldig gepubliceerd in 1997 door Zheng & He.

## Soorten
Het geslacht Ningxiacris  is monotypisch en omvat slechts de volgende soort:
- Ningxiacris tenggerensis (Zheng & He, 1997)